# Великокнязевский сельсовет
Великокня́зевский сельсове́т — упразднённое муниципальное образование со статусом сельского поселения в составе Белогорского района Амурской области. 
Административный центр — село Великокнязевка.
Законом от 22 мая 2020 года упразднён в результате преобразования Белогорского района в муниципальный округ.

## История
19 января 2005 года в соответствии с Законом Амурской области № 419-ОЗ муниципальное образование наделено статусом сельского поселения.

## Население
| 2002 | 2010  | 2011  | 2012  | 2013  | 2014  | 2015  |
| ---- | ----- | ----- | ----- | ----- | ----- | ----- |
| 1217 | ↘1058 | ↘1051 | ↗1061 | ↘1046 | ↘1004 | ↗1010 |
| 2016 | 2017  | 2018  |       |       |       |       |
| ↘992 | ↘984  | ↘968  |       |       |       |       |

## Состав сельского поселения
| № | Населённый пункт | Тип населённого пункта       | Население |
| - | ---------------- | ---------------------------- | --------- |
| 1 | Великокнязевка   | село, административный центр | ↘755      |
| 2 | Комиссаровка     | село                         | ↘94       |
| 3 | Новоандреевка    | село                         | ↘119      |